# Klostermühle (Münsterschwarzach)
Die Klostermühle (auch Clostermühl, Barockmühle) ist eine ehemalige Getreidemühle im unterfränkischen Münsterschwarzach. Sie steht an einem künstlich angelegten Mühlbach, der das Wasser der Mainzuflüsse Schwarzach und Castellbach vereint. Nachdem die Mühle im Hochmittelalter entstanden war, um die Abtei Münsterschwarzach mit Mehl zu versorgen, errichtete Balthasar Neumann im 18. Jahrhundert einen Neubau, der zusammen mit dem sogenannten Altbau die Zerstörungen der Säkularisation überstand. Im 19. Jahrhundert entstand in der Mühle die dritte Papierfabrik Deutschlands, betrieben von der Firma Koenig und Bauer.

## Geschichte

### Die „Clostermühl“ des Mittelalters (bis 1743)
Die Klostermühle der Abtei Münsterschwarzach bestand wohl bereits seit dem Hochmittelalter an dieser Stelle. Der sogenannte Mühlbach vereinigt das Wasser der Mainzuflüsse Schwarzach und Castellbach, die in geringer Entfernung zwischen Münsterschwarzach und Stadtschwarzach in den Main münden. Erstmals erwähnt wurde dieser Mühlbach im Jahr 1251. Die „Clostermühl“ wurde auf mehreren Darstellungen eingezeichnet. Das Klosterdorf Sommerach ließ sein Getreide in der Klostermühle mahlen.

### Die Barockmühle Balthasar Neumanns (bis 1750)
Bereits am Ende des 17. Jahrhunderts forcierten die Äbte von Münsterschwarzach den Neubau der Klostergebäude, die damals noch weitgehend romanischen Ursprungs waren. Bis zum Jahr 1703 errichtete der Baumeister Valentino Pezani den Gast- und den Konventsflügel im Stile des Barock neu. Daraufhin planten die Münsterschwarzacher Mönche auch die Klosterkirche neu zu erbauen. Zwischen 1727 und 1743 entstand die barocke Klosterkirche nach den Plänen von Balthasar Neumann. Sie konnte am 8. September 1743 geweiht werden.
Auf einem Stich, den Balthasar Gutwein zur Weihe der Kirche anfertigte, war die Mühle bereits zu sehen. Wahrscheinlich gab es die ersten Überlegungen, auch die Wirtschaftsgebäude des Klosters neu zu errichten, bereits vor der Vollendung des Gotteshauses. Ursprünglich plante der Baumeister Balthasar Neumann die Mühle am Südufer der Schwarzach, später verlegte man die Anlage auf die Nordseite des Flüsschens.
Erste Vorzeichnungen aus der Hand Neumanns entstanden zwischen 1743 und 1744. Die Verbindung zu den anderen Klostergebäuden sollte über eine Brücke hergestellt werden, die zeitweilig sogar mit einer Überdachung geplant war. Ein zweiter Entwurf Neumanns wird in der Literatur als „Mühlen-Schloss“ bezeichnet. Er enthielt dreigeschossige Pavillons mit ausladenden Mansarddächern, die einen zweigeschossigen Mittelbau einrahmten.

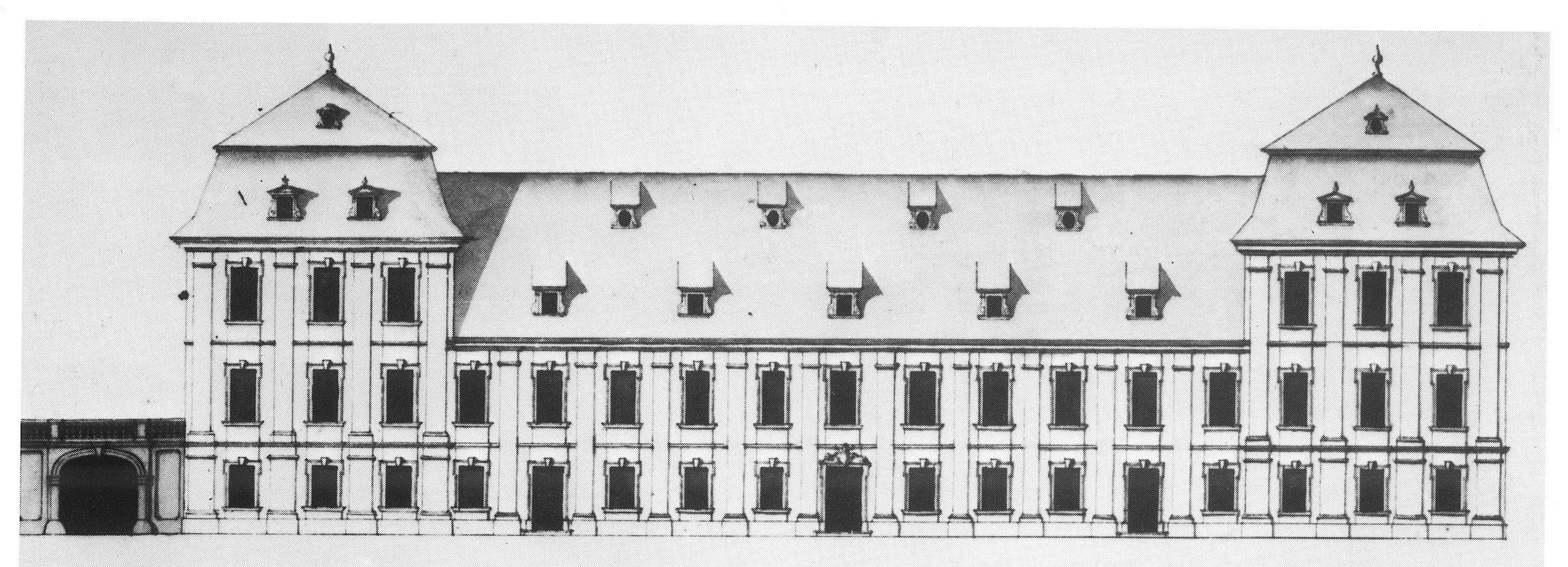
Das „Mühlen-Schloss“, die Mühle in einem Entwurf Balthasar Neumanns von 1743/1744

Die endgültige Ausführung war dann weniger schlossartig. Der Baubeginn war nur vier Monate nach der Kirchenweihe und umfasste zwei Abschnitte. Zunächst zog man die östliche Hälfte der Mühle hoch, anschließend begann man an den Nebenräumen zu arbeiten. Muschelkalksteine wurden vom Eulenberg an die Baustelle geschafft, Sandstein brach man in den Steinbrüchen von Abtswind. Bäume schlug man in den Klosterforsten in Stadelschwarzach und Reupelsdorf, Lehm kam von der Hallburg.
Balthasar Neumann weilte lediglich im März, Mai und Juli 1744 und im August 1745 in Münsterschwarzach, um den Bau zu überwachen. Die Bauleitung hatte er wohl dem Gerlachshausener Johann Adam Stahr übertragen. Dieser Handwerker vollendete auch die Dreifaltigkeitskirche in Gaibach für Neumann und baute eventuell auch an der Ägidiuskirche in seinem Heimatort Gerlachshausen. Für das Portal konnte man den Wiesentheider Heinrich Stahler gewinnen.
Im Sommer 1747 konnte das Gewölbe eingezogen werden. Die Nebengebäude wurden als Nächstes vollendet: In der Mühle waren eine Backstube, eine Ratsstube und ein großer, gepflasterter Reitstall untergebracht. Balthasar Neumann verzichtete auf die technische Einrichtung des Mühlbaus. Die Münsterschwarzacher Mönche verpflichteten den sogenannten Mühlarzt Philipp Thaler aus dem ansbachischen Erlangen. 1750 konnte der Mühlbetrieb aufgenommen werden.

### Die Papierfabrik in der Mühle (1828–1894)

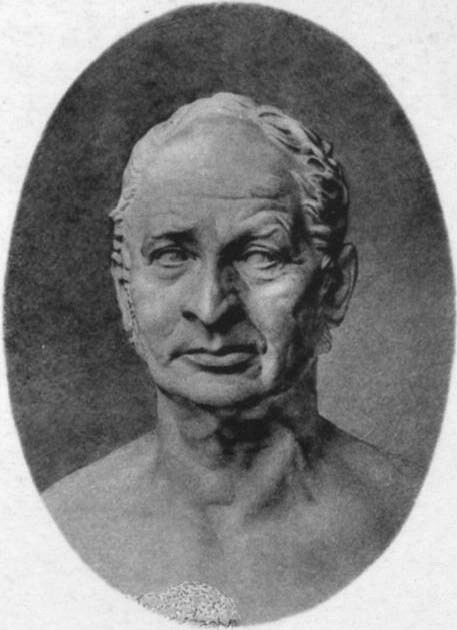
Eine Büste des Mühlenbesitzers Andreas Friedrich Bauer

Nach der Auflösung des Klosters im Jahr 1803 wurden die Klostergebäude in private Hände gegeben. Am 12. Juli 1804 erhielt Jakob von Hirsch das Gelände, ehe im Jahr 1805 Jakob Crellinger aus Hannover neuer Eigentümer wurde. Nachdem in den folgenden Jahren weitere Besitzerwechsel gefolgt waren, wurde das Gelände mehr und mehr aufgesplittert. Im Jahr 1825 erhielt der Unternehmer Andreas Friedrich Bauer aus Oberzell die Klostermühle von Joel Jakob von Hirsch. Er hatte sie für 18.000 Gulden erworben.
Bauer plante auf dem Areal eine Filiale seiner Druckerei zu errichten. Sie wurde am 17. Juni 1825 ins Handelsregister eingetragen. Im Jahr 1827 erwarb Bauer einen großen Garten mit Wasserreservoir. Die Zeit bis 1828 benötigte man, um die notwendigen Maschinen zu beschaffen, dann konnte der Betrieb aufgenommen werden. Insgesamt 80 bis 100 Handwerker wurden beschäftigt. Bauers Geschäftspartner Friedrich Koenig plante mit dem Betrieb den Absatz aus seiner Papierpresse anzukurbeln.
Viele Alttextilien wurden in der Folgezeit von Lumpensammlern nach Münsterschwarzach gebracht, um sie in der Fabrik zu verpressen. Aus der Fabrik kam Papier für die Bayerische Staatszeitung, das Heller-Magazin, die Hamburger Korrespondenz, die Britische Bibelgesellschaft und viele andere. Dort wurde auch Deutschlands erstes Endlospapier produziert. Im Jahr 1863 wurde die Fabrik von Koenig und Bauer verkauft.
Neuer Besitzer wurde laut notarieller Urkunde vom 27. Oktober 1863 für insgesamt 52.000 Gulden die Frankfurter Handelsfirma Rohm und Heller. Bereits im Jahr 1875 kam die Fabrik an Johann Wilhelm August Adolf Braun und Karl Albert Moritz Leistner aus Görlitz. Ab 1881 war Braun alleiniger Besitzer. Nun folgten einige Besitzerwechsel in schneller Folge: 1883 war die Papierfabrik in den Händen von Louis Mayer aus Lorch. Er hatte das Areal für 100.000 Mark erworben.
Nach seinem Konkurs ersteigerte die Firma H. Stern aus Kitzingen den Betrieb. Das Ehepaar Herrmann und Berta Felsing aus Frankfurt waren zwischen 1890 und 1891 im Besitz der Fabrik, ehe sie den Eheleuten Karl und Margaretha Burg, ebenfalls aus Frankfurt, Platz machten. Wiederum kam es zum Konkurs. Aus der Versteigerung ging Michael Vornberger aus Würzburg als neuer Besitzer hervor. Theodor Arens, der schon andere Teile des Klosters erworben hatte, kaufte 1894 auch die Papierfabrik und riss die Maschinen heraus.

### Wiederbesiedlung der Abtei (bis heute)
Am 31. Juli 1913 besiedelten die Mönche der Kongregation der Missionsbenediktiner von St. Ottilien die Abtei erneut. Damals war in der Mühle das Mühlrad noch vorhanden. Im Jahr 1914 teilten die Mönche die Räumlichkeiten der Mühle auf und richteten hier eine Küche und eine Speisekammer ein. Nach dem Ausbruch des Ersten Weltkrieges konnten die anderen Gebäude nicht hergerichtet werden und die Mönche richteten die Mühle 1915 als neue Wohnung her. Später lebten die einfachen Brüder in der Mühle, während im benachbarten, ehemaligen Gästeflügel der Abtei die Patres und der Abt untergebracht wurden. Heute besteht hier die Klosterbibliothek, bei der es sich um die zweitgrößte Bibliothek Unterfrankens handelt.

## Architektur und Technik
Die Klostermühle wurde von Balthasar Neumann zwischen 1744 und 1749 errichtet. Es handelte sich um einen zweigeschossigen Baukörper, der insgesamt 13 Achsen auf der Langseite aufwies. Die Schmalseite war mit lediglich drei Fensterachsen deutlich kleiner. Das Mühlengebäude wies eine reiche Lisenengliederung auf und schloss mit einem ausladenden Mansarddach ab. Bereits bei der Inbetriebnahme der Mühle war das Gebäude unverputzt geblieben.
Die reich gestaltete Nordseite war dem Kloster zugewandt. Hier waren die Fenstergewände profiliert und außerdem ein Rocailleportal mit dem Wappen des Schwarzacher Abtes Christophorus Balbus angebracht. Es wurde wahrscheinlich vom Wiesentheider Bildhauer Heinrich Stahler geschaffen, da diese feine Arbeit die Künste des Johann Adam Stahr überstiegen und Stahler im Jahr 1749 in den Rechnungen des Klosters auftauchte. Im Jahr 1960 wurde das stark verwitterte Abtwappen von der Klosterwerkstatt erneuert.
Die Mühle wurde mit einem Tonnengewölbe überspannt, das bereits im Sommer 1747 vollendet werden konnte. Im Ostteil waren ursprünglich die eigentlichen Mühlräume mit dem Mühlwerk und dem oberschlächtigen Mühlrad zu finden, während im Westen die Wirtschaftsräume eingerichtet wurden. Im Jahr 1914 wurde von den Münsterschwarzacher Mönchen eine Zwischenwand eingezogen und die ursprüngliche Aufteilung des Mühlraumes so verändert.